# Malá Veleň
Obec Malá Veleň se nachází v okrese Děčín v Ústeckém kraji. Žije v ní 435 obyvatel. U vsi je železniční zastávka na trati 081 z Děčína do České Lípy.

## Historie
První písemná zmínka o obci pochází z roku 1543.

## Obyvatelstvo
|                                                                  | 1869 | 1880 | 1890 | 1900 | 1910 | 1921 | 1930 | 1950 | 1961 | 1970 | 1980 | 1991 | 2001 | 2011 |
| ---------------------------------------------------------------- | ---- | ---- | ---- | ---- | ---- | ---- | ---- | ---- | ---- | ---- | ---- | ---- | ---- | ---- |
| Obyvatelé                                                        | 434  | 444  | 481  | 475  | 454  | 376  | 451  | 264  | 237  | 240  | 155  | 167  | 178  | 175  |
| Domy                                                             | 66   | 69   | 69   | 72   | 72   | 73   | 79   | 77   | 129  | 54   | 44   | 57   | 60   | 65   |
| Data z roku 1961 zahrnují domy místních částí Jedlka a Soutěsky. |      |      |      |      |      |      |      |      |      |      |      |      |      |      |

## Pamětihodnosti
- Venkovská usedlost čp. 23
- Venkovská usedlost čp. 44
- Venkovská usedlost čp. 49[6]

## Části obce
- Malá Veleň
- Jedlka
- Soutěsky